# Gustavo Gutiérrez
Gustavo Gutiérrez-Merino Díaz (Lima, 8 giugno 1928 – Lima, 22 ottobre 2024) è stato un presbitero e teologo peruviano, membro dell'Ordine dei Frati Predicatori e ritenuto il fondatore della teologia della liberazione. Fu docente all'Università di Notre Dame (Indiana), professore alla Pontificia Università Cattolica del Perù e visiting professor nelle maggiori università del Nord America e dell'Europa.

## Biografia
Gustavo Gutiérrez nacque a Lima l'8 giugno 1928 da genitori meticci.  Da adolescente fu afflitto da osteomielite e fu spesso costretto a letto. Dovette usare una sedia a rotelle dai 12 ai 18 anni. Ha descritto questo periodo come un'esperienza formativa, affermando di aver instillato negli amici il valore della speranza attraverso la preghiera e l'amore per la famiglia. Gutiérrez visse a Barranco e studiò al Colegio San Luis; tra i suoi amici intimi in quegli anni c'era Javier Mariátegui, con il quale in seguito studiò medicina. Ha descritto questa esperienza come quella che ha avuto un profondo impatto sul suo interesse per la teologia. 
Gutiérrez studiò inizialmente medicina all'Università Nazionale di San Marcos a Lima per diventare psichiatra. Mentre frequentava la facoltà di medicina, Gutiérrez si rese conto di voler diventare sacerdote. Fece gli studi teologici presso la Facoltà di Teologia di Lovanio in Belgio e a Lione in Francia, dove studiò con Henri de Lubac, Yves Congar, Marie Dominique Chenu, Christian Ducoq e altri.  Anche qui che Gutiérrez fu introdotto alle ideologie domenicane e gesuitiche, e fu influenzato dal lavoro di Edward Schillebeeckx, Karl Rahner, Hans Küng e Johann Baptist Metz.  Il suo periodo in Europa ha influenzato Gutiérrez a discutere l'apertura della Chiesa al mondo contemporaneo. Fu anche influenzato da teologi protestanti come Karl Barth e da scienziati sociali come François Perroux e dalla sua idea di sviluppo. Nel 1959, Gutiérrez fu ordinato sacerdote.
La sua attività accademica non lo distolse mai dalla vicinanza alle comunità di base, con cui elaborò la sua visione teologica e spirituale; ciò gli fece guadagnare un largo consenso anche da parte dell'episcopato locale che, nel settembre del 1984, convocato a Roma con lo scopo esplicito di condannare le tesi di Gutiérrez, si oppose in maniera compatta, difendendo l'ortodossia del teologo e il suo impegno con i poveri.
Gutiérrez fu membro dell'Accademia Peruviana del Linguaggio, e nel 1993 ricevette la Legion d'Onore dal governo francese per il suo lavoro instancabile.
Si spense il 22 ottobre 2024 all'età di 96 anni. I funerali furono celebrati due giorni dopo dall’arcivescovo Carlos Castillo Mattasoglio nella Basilica del Rosario a Lima. Durante il Sinodo sulla Sinodalità, nell'Aula Paolo VI a Roma, papa Francesco lo ricordò con queste parole:

## Teologia
L'opera fondamentale di Gutiérrez, Teologia della liberazione (1971) spiega la sua nozione di povertà cristiana, sia come un atto di solidarietà amorevole con i poveri, sia come protesta liberatrice contro la povertà.
Secondo Gutiérrez, la vera e piena “liberazione” implica tre grandi dimensioni fondamentali:
- la liberazione politica e sociale, cioè l'eliminazione delle cause immediate di povertà e ingiustizia;
- la liberazione umana, cioè l'emancipazione dei poveri, degli emarginati, degli oppressi da tutto “ciò che limita la loro capacità di sviluppare se stessi liberamente e dignitosamente”;
- la liberazione teologica, cioè la liberazione dall'egoismo e dal peccato, per il ristabilimento della relazione con Dio e con ogni essere umano.

## Opere
Tra i libri più importanti, pubblicati in italiano dall'Editrice Queriniana:
- Teologia della liberazione, Queriniana, Brescia 1972 (nuova edizione, con nuova introduzione: «Guardare lontano», Queriniana, Brescia 20125)
- La forza storica dei poveri, Queriniana, Brescia 1981
- Bere al proprio pozzo, Queriniana, Brescia 1984, 19893
- Parlare di Dio a partire dalla sofferenza dell'innocente, Queriniana, Brescia 1986, 20184
- Alla ricerca dei poveri di Gesù Cristo. Il pensiero di Bartolomé de Las Casas, Queriniana, Brescia 1995
- Densità del presente, Queriniana, Brescia 1998.

Scrittore assai prolifico, pubblicò molti articoli nella rivista internazionale di teologia Concilium, di cui fu componente del comitato di direzione. Lavorò fino agli ultimi anni di vita al comitato scientifico della rivista, insieme ad altri esponenti della teologia della liberazione.

## Onorificenze
- Premio Capri San Michele[11] Anacapri, 27-28 settembre 2014